# جيانلوكا كيومو
جيانلوكا كيومو (بالإنجليزية: Gianluca Cuomo)‏ هو لاعب كرة قدم أمريكي في مركز الدفاع، ولد في 2 أبريل 1993 في روتشستر في الولايات المتحدة. لعب مع نادي سان أنطونيو.